# Mukti Bahini
La Mukti Bahini (bengali : মুক্তি বাহিনী,, également connue sous le nom de « Forces du Bangladesh », est le mouvement de résistance formé par les militaires, les paramilitaires et les civils du Bangladesh pendant la guerre de libération du Bangladesh qui a transformé le Pakistan oriental en Bangladesh en 1971. Un autre nom, Mukti Fauj, a également été utilisé.